# Marta Yolanda Díaz-Durán
Marta Yolanda Díaz-Durán Alvarado. (Ciudad de Guatemala, 21 de marzo de 1968) Periodista y polemista. Autora de la columna Principios en el diario Siglo Veintiuno y esa columna es publicada todos los lunes. Conduce varios programas de radio en 100.9 F.M. y en Libertopolis.com; entre ellos Todo a Pulmón, con Jorge Jacobs; y Ecléctico. También condujo programas de radio en Emisoras Unidas.
Es profesora de Filosofía Social en el Centro Henry Hazlitt de la Universidad Francisco Marroquín y es miembro del Seminario de Filosofía del CHH. También es licenciada en administración de empresas y economía con especialización en Mercadeo, y en Ciencias Sociales en la Universidad Francisco Marroquín.
Ha ocupado cargos de dirección en instituciones de desarrollo social, en el Gobierno y en la iniciativa privada, tales como el Fondo de Inversión Social (FIS), el Programa Nacional de Autogestión Educativa (Pronade) del Gobierno y el Banco de Exportación de Guatemala.
En 1998 fundo junto Jorge Jacobs y Estuardo Zapeta, Pléyades Global.

## Marta Yolanda Díaz-Durán y el Caso Rosenberg
El 31 de agosto de 2009, la periodista guatemalteca publicó en el diario Siglo Veintiuno una columna titulada "El beso de Espada", en el cual acusa al vice-presidente, Rafael Espada, de haber traicionado la confianza de Rodrigo Rosenberg, abogado asesinado en Guatemala el 10 de mayo de 2009. Según la licenciada Díaz-Durán, algunas fuentes afirman que Espada se habría reunido con Rosenberg días antes de su asesinato. Durante la reunión, Rosenberg habría expuesto a Espada sus sospechas de un plan del gobierno para asesinarlo, y Espada le habría ofrecido su ayuda. Espada ha negado haber conocido al licenciado Rosemberg, y luego de los incidentes, ha dicho, al igual que el presidente Colom, que el asesinato de Rosenberg fue parte de un supuesto "plan de desestabilización" contra el gobierno de Guatemala. 
Debido a la publicación de la mencionada columna, Espada se querelló contra Díaz-Durán, por haber "puesto en riesgo la institucionalidad de la vice-presidencia". Esta querella ha sido mal vista por el grupo pleyades que publica columnas en algunos medios de comunicación en Guatemala, que la consideran un intento intimidatorio de parte del vice-presidente, en contra de la Constitución de la República de Guatemala, y una afrenta contra de la libertad de expresión. Sin embargo, debe llevarse a cabo el debido proceso judicial para esclarecer la situación, según lo que las leyes de Guatemala determinan.  
En el juicio que se sigue por el Caso Rosenberg, el testigo Mario Fuentes, amigo del abogado asesinado, declaró (enlace roto disponible en Internet Archive; véase el historial, la primera versión y la última). que el Vicepresidente Espada sí tenía conocimiento de las investigaciones que estaba haciendo la víctima con relación al asesinato de Khalil Musa y su hija Marjorie.  Durante ese mismo proceso, Eduardo Rosenberg, hijo del abogado asesinado, declaró que su padre se reunió con el Vicepresidente para darle datos de la muerte de los Musa.
El juicio ya fue cerrado con el informe de la COmision Internacional Contra la Impunidad CICIG  y se esclareció que mucha de la farsa de las acusaciones fueron por motivos personales de Rosenberg.
El 11 de mayo de 2009, en el programa de radio Todo a pulmón, que coconduce Marta Yolanda Díaz-Durán, el vídeo póstumo de Rodrigo Rosenberg fue transmitido en primicia.

## Juan Manuel Díaz-Durán
Quien fuese otro abogado de Guatemala, Licenciado en Ciencias Jurídicas y Sociales y titulado de la universidad Universidad Rafael Landivar de Guatemala, quien obtuvo su Magíster en Derecho Económico Mercantil. Universidad Rafael Landivar de Guatemala. Quien ahora es líder la firma de Abogados Diaz-Duran en la ciudad de Guatemala y ofrece desde entonces servicios profesionales especializados en materia legal, consultorías, así como una gran variedad de servicios relacionados.